# 雷利斯克
51°34′N 34°41′E / 51.567°N 34.683°E
雷利斯克（羅馬化：Ryl'sk）是俄羅斯庫爾斯克州西部的一個城市，雷利斯克区的行政中心，位於謝伊姆河畔，距庫爾斯克以西124公里。2002年人口17,603人。
雷利斯克於1152年首見於文獻，1779年正式建市。

## 参見
- 西維利亞